# Koxie
Koxie, de verdadeiro nome Laure Cohen, nasceu no dia 26 de Fevereiro de 1977 em Paris.

## Discographie
| Álbum |
| --- |
| Koxie - Sortie: 27 agosto 2007 (FR.) 1. Intro 2. Rêver de ça koxie 3. Garçon 4. Sortir de l’ombre 5. Ma meilleure amie 6. Seule avec toi 7. Sacré salah 8. Plus de place pour les rêves 9. J’aime 10. Je fais des rimes 11. Femme de football fan 12. Sans essayer 13. La force de croire - Solos oficiais: - Garçon (25 Juin 2007) |